# Stanisław Jopek

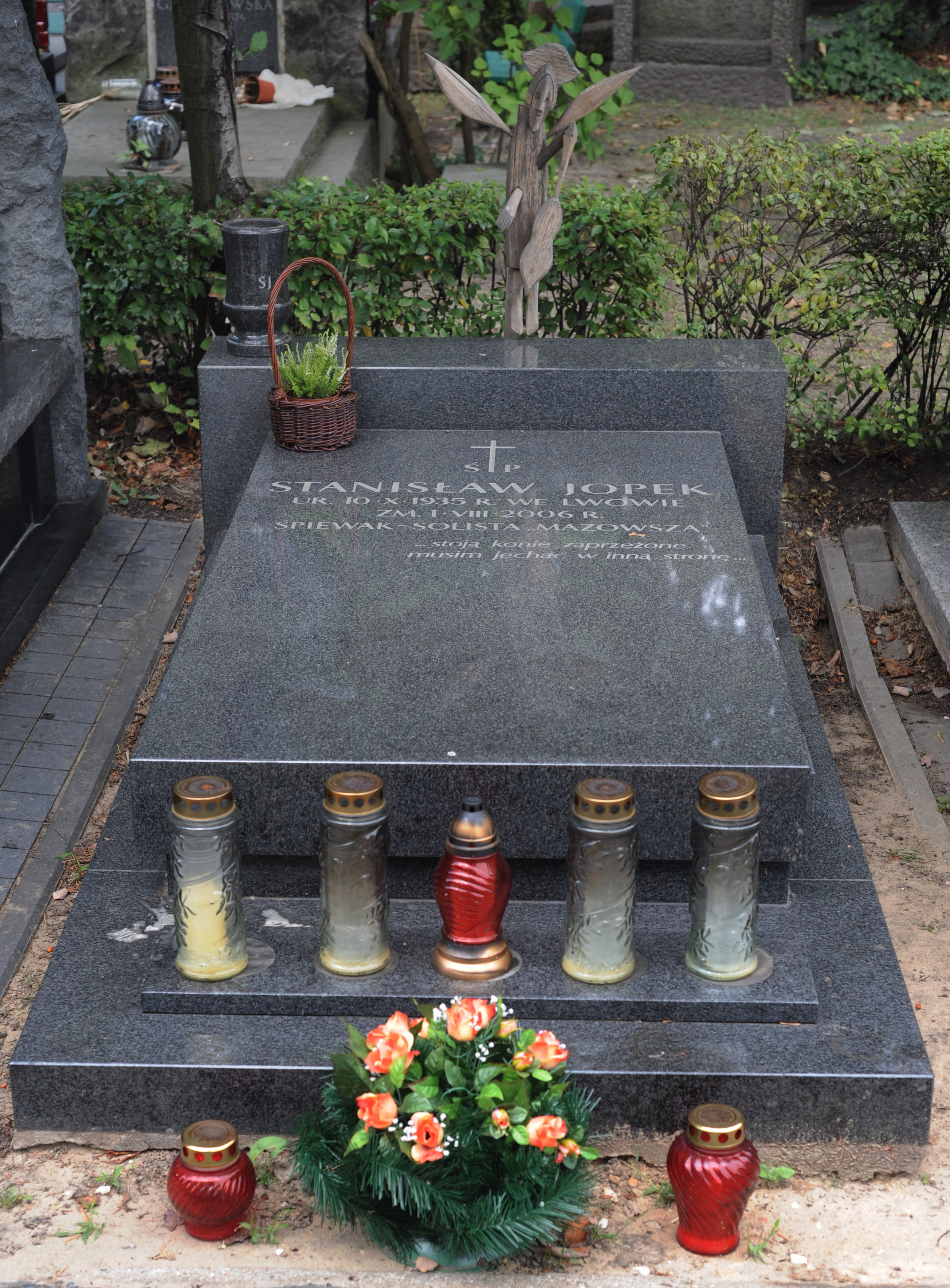
Grób na Cmentarzu Wojskowym na Powązkach w Warszawie

Stanisław Jopek (ur. 10 października 1935 we Lwowie, zm. 1 sierpnia 2006 w Warszawie) – polski tenor.

## Życiorys
Urodzony we Lwowie, przeniósł się wraz z rodzicami do Kościerzyc na Śląsku Opolskim, gdzie rodzice prowadzili sklep. Rozpoczął równolegle naukę w dwóch szkołach, w Brzegu – handlowej i muzycznej. Kierująca szkołą muzyczną Jadwiga Kryńska zajęła się indywidualną edukacją wokalną ucznia. Nakłoniła go, aby spróbował sił w profesjonalnym, reprezentacyjnym Zespole Pieśni i Tańca „Skolimów”. W 1952 został wybrany spośród kilku tysięcy kandydatów do tego zespołu. W „Skolimowie” zdobywał szlif wokalny pod okiem wielu nauczycieli, m.in. prof. Jerzego Sergiusza Adamczewskiego, prof. Jana Trybusa, prof. Feliksa Rudomskiego, prof. Zofii Bregy i innych. Wkrótce dostał angaż śpiewaka-solisty. W tym samym czasie trwały poszukiwania talentów do Państwowego Zespołu Ludowego Pieśni i Tańca „Mazowsze”. Mira Zimińska-Sygietyńska i Tadeusz Sygietyński, oglądając występ zespołu „Skolimów”, zwrócili uwagę na Stanisława Jopka.
W 1956 rozpoczął pracę artystyczną w „Mazowszu” (już wtedy im. Tadeusza Sygietyńskiego) jako śpiewak-solista (tenor). Od tamtej pory towarzyszył zespołowi na każdym koncercie. Wykonywał nie tylko ludowe piosenki „Mazowsza”, ale też pieśni Chopina, Moniuszki i polskie kolędy. Z „Mazowszem” występował ok. 50 lat. Dużą popularnością cieszyła się wykonywana przez niego piosenka „Furman”.
Pochowany w Alei Zasłużonych na Cmentarzu Wojskowym na Powązkach w Warszawie (kwatera A30-tuje-3).

## Życie prywatne
Ożenił się z Marią Stankiewicz, z którą miał dwie córki: skrzypaczkę Patrycję oraz piosenkarkę jazzową Annę Marię.

## Odznaczenia
Stanisław Jopek uhonorowany został licznymi odznaczeniami i wyróżnieniami. Najważniejsze z nich to:
- Złoty Krzyż Zasługi (1960);
- Krzyż Kawalerski Orderu Odrodzenia Polski (1975);
- Krzyż Oficerski Orderu Odrodzenia Polski (1982);
- Tytuł „Wybitnego Śpiewaka Ludowego” nadany przez ZASP (1998);
- Krzyż Komandorski Orderu Odrodzenia Polski (2000);
- Statuetka „Prometeusz” (2004).